# السيد فقاعة
السيد فقاعة [بحاجة لمصدر]هي علامة تجارية أمريكية لمنتجات حمام الفقاعات التي تصنعها شركة ذا فيليج وهي العلامة التجارية رقم 1 لمنتجات الاستحمام في الولايات المتحدة وفقًا لبيانات إيه سي نيلسن.

## تاريخها
اخترع هارولد شافر وشركة ختم الذهب في شمال داكوتا بالولايات المتحدة الأمريكية في عام 1961. قامت الشركة بتصنيع وتوزيع«السيد فقاعة» أو «المبيض الثلجي»، - وهي مادة مضافة للغسيل خالية من الكلور- حتى عام 1986 عندما بيعت لشركة ايرويك الصناعية، التي كانت فرعًا من ريكيت وكولمان، باعت شركة R&C العلامة التجارية لشركة تشايلدز أسوشييتس كجزء من مجموعة العناية الشخصية، استحوذت شركة بلاي تكس على مجموعة العناية الشخصية في عام 1997. اشترت شركة أسينديا السيد فقاعة في عام 2005 من بلاي تكس. في أغسطس 2008، تقدمت شركة أسينديا بطلب إفلاس. فاستحوذت شركة فيليج على علامة (السيد فقاعة) التجارية أثناء إفلاس أسينديا.

## الظهور في وسائل الإعلام
- ذا سيمبسونز: في حلقة «أختي، يا مربي»، أخبرت ليزا بارت أنه بإمكانه استخدام (السيد فقاعة) لغسل يديه وتقول «إنه مثل إعطاء أصابعك حمامًا فقاعيًا.»
- ذكرها إيدي ميرفي في عرضه التلفزيوني إيدي ميرفي ديليريوس لعام 1983
- ذكر أيضًا في فيلم الذهب في النار عام 1987
- وضع في الجزء العلوي من كيس البقالة في الفيلم الكوميدي إد بطولة مات ليبلانك عام 1996.
- في الجميع يحب رايموند، الموسم 3 الحلقة 17، بينما فرانك في حوض الاستحمام الساخن.
- خلف جيف بريدجز في فيلم ليباوسكي الكبير.